# Nicolas Daneau de Muy
Nicolas Daneau de Muy também conhecido por Nicolas Daneaux, foi um oficial do Exército Real da França, que participou em várias expedições contra os ameríndios. Recebeu a Cruz de São Luís em 1707 e, no mesmo ano, ele foi nomeado governador da Luisiana pelo rei da França Luís XIV. Apesar de não ter aceitado esse compromisso, ele foi obrigado a ir para a Luisiana, mas morreu no mar por volta de 22 ou 25 de janeiro perto de Havana. Como ele morreu antes de assumir o cargo, Jean-Baptiste Le Moyne de Bienville retomou o cargo de governador da Luisiana francesa até 1713.

## Família
Nicolas Daneau era filho de Jacques Daneau e de Catherine Driot. Ele casou-se em 17 de maio de 1687 com Marguerite Boucher, que era filha de Jeanne Crevier e de Pierre Boucher, ex-governador de Trois-Rivières e senhor de Boucherville (Montérégie, Quebec). Eles tiveram um filho, Jacques-Pierre Daneau de Muy, nascido a 7 de outubro de 1695, que foi comandante de Fort Chambly de 1752 a 1754.
Sua esposa faleceu em 1698. Quatro anos depois da morte de sua esposa, Nicolas Daneau casou-se com Catherine d'Ailleboust des Muceaux a 18 de fevereiro de 1702, que era filha de Charles Dailleboust des Muceaux e Catherine Le Gardeur.